# James Chalmers
Ne doit pas être confondu avec James Chalmers (missionnaire).
James Chalmers (1782-1853) est un libraire et imprimeur écossais natif d'Arbroath. Il est considéré comme faisant partie des précurseurs de l'invention du timbre postal. Il affirma avoir imprimé en 1836 des vignettes gommées sans images. Dans ses nombreux articles, son fils Patrick a essayé de montrer l'action de son père dans le travail de réforme postale et de prouver que son père est l'inventeur du timbre poste adhésif.